# لاگونا کاراپو
لاگونا کاراپو (به پرتغالی: Laguna Carapã) یک منطقهٔ مسکونی در برزیل است که در ماتوگروسو جنوبی واقع شده‌است. لاگونا کاراپو ۱٬۷۳۴ کیلومتر مربع مساحت و ۷٬۴۱۹ نفر جمعیت دارد.